# Hedriodiscus quadrilineatus
Hedriodiscus quadrilineatus är en tvåvingeart som först beskrevs av Macquart 1834.  Hedriodiscus quadrilineatus ingår i släktet Hedriodiscus och familjen vapenflugor. Inga underarter finns listade i Catalogue of Life.